# Kompania graniczna KOP „Dubrowa”
Kompania graniczna KOP „Dubrowa” – pododdział graniczny Korpusu Ochrony Pogranicza pełniący służbę ochronną na granicy polsko-radzieckiej.

## Formowanie i zmiany organizacyjne
Na podstawie rozkazu szefa Sztabu Generalnego L. dz. 12044/O.de B./24 z 27 września 1924, w pierwszym etapie organizacji Korpusu Ochrony Pogranicza sformowano 10 batalion graniczny , a w jego składzie 12 kompanię graniczną KOP „Dubrowa”. W listopadzie 1936 kompania liczyła 2 oficerów, 9 podoficerów, 5 nadterminowych i 99 żołnierzy służby zasadniczej.
W 1934 i w 1939 1 kompania graniczna KOP „Dubrowa” podlegała dowódcy batalionu KOP „Krasne”.

## Służba graniczna
Podstawową jednostką taktyczną Korpusu Ochrony Pogranicza przeznaczoną do pełnienia służby ochronnej był batalion graniczny. Odcinek batalionu dzielił się na pododcinki kompanii, a te z kolei na pododcinki strażnic, które były „zasadniczymi jednostkami pełniącymi służbę ochronną”, w sile półplutonu. Służba ochronna pełniona była systemem zmiennym, polegającym na stałym patrolowaniu strefy nadgranicznej i tyłowej, wystawianiu posterunków alarmowych, obserwacyjnych i kontrolnych stałych, patrolowaniu i organizowaniu zasadzek w miejscach rozpoznanych jako niebezpieczne, kontrolowaniu dokumentów i zatrzymywaniu osób podejrzanych, a także utrzymywaniu ścisłej łączności między oddziałami i władzami administracyjnymi. Miejscowość, w którym stacjonowała kompania graniczna, posiadała status garnizonu Korpusu Ochrony Pogranicza.
1 kompania graniczna „Dubrowa” w 1934 ochraniała odcinek granicy państwowej szerokości 28 kilometrów 142 metrów. Po stronie sowieckiej granicę ochraniały zastawy „Głuszany”, „Lipienie” i „Mietkowo” z komendantury „Radoszkowicze” .
Wydarzenia

- W meldunku sytuacyjnym z 29 stycznia 1925 napisano: 28 stycznia 1925 o godz. 6.00 na pododcinku kompanii patrol strażnicy nr 48 Zabłotkowszczyzna na drodze między miejscowością Węgłowszczyzna a Hermaczyska natknął się na trzech osobników. Doszło do wymiany strzałów, ale korzystając z ciemności bandyci zbiegli za granicę między słupami 626–627[9].
- 23 lutego 1925, w godzinach nocnych naprzeciwko 48 strażnicy „Zabłotkowszczyzna”, trwała strzelanina. Kilkanaście pocisków przeleciało nad strażnicą. Obsada 46 strażnicy „Wiazyń” zatrzymała Abrahama Apfelbauma[10].

Kompanie sąsiednie:
- 3 kompania graniczna KOP „Bakszty Małe” ⇔ 2 kompania graniczna KOP „Raków” – 1928[11], 1929[12], 1931[8] , 1932[13], 1934[14] 1938[15]

## Walki kompanii w 1939
17 września 1939 Sowieci uderzyli między innymi na odcinek broniony przez kompanię graniczna KOP „Dubrowa”. Od godziny 4:00 do 6:00 trwała obrona strażnicy „Szapowały”. Dowodzona przez kpr. Niedzielskiego załoga została zaatakowana przez pododdziały 144 pułku kawalerii wspieranego przez baterię artylerii konnej. Po zranieniu dowódcy strażnicy, załoga złożyła broń. Poległo 3 obrońców, ciężko ranny kpr. Niedzielski wkrótce został zamordowany na terenie sowieckiej „zastawy”. Zginęło też kilku czerwonoarmistów.

## Struktura organizacyjna

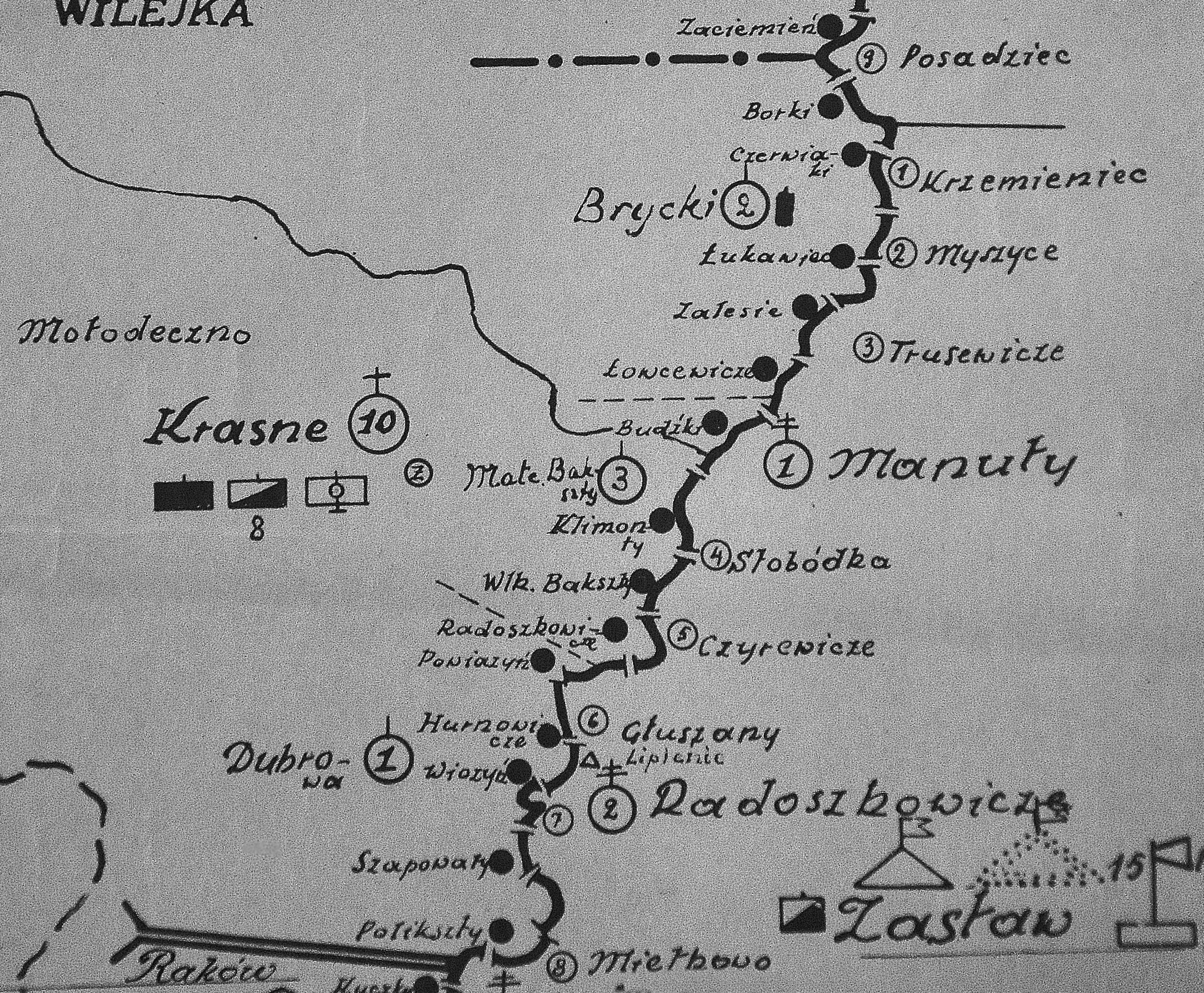
Rozmieszczenie batalionu KOP „Krasne” w 1931

Strażnice kompanii w latach 1928,  
- strażnica KOP „Powiazyń”[d]
- (46)[20] strażnica KOP „Hurnowicze”[e]
- (46?)[10] strażnica KOP „Wiazyń”[f]
- strażnica KOP „Szapowały”[g]
- strażnica KOP „Polikszty”[h]

Strażnice kompanii w 1938
- strażnica KOP „Powiazyń”
- strażnica KOP „Wiazyń”
- strażnica KOP „Szapowały”

Organizacja kompanii 17 września 1939:
- dowództwo kompanii
- pluton odwodowy
- 1 strażnica KOP „Powiazyń”
- 2 strażnica KOP „Wiazyń”
- 3 strażnica KOP „Szapowały”

## Dowódcy kompanii
- kpt. piech. Jan Cywicki (był 30 IX 1928 − 21 IV 1930) → odszedł do 7 ppLeg [24]
- kpt. piech. Stefan Halski (4 IV 1930 −)[24]
- kpt. piech. Franciszek Rudolf Burian ( − 5 V 1934)[24]
- kpt. piech. Feliks Merka (5 V 1934[24]  – ? → kierownik II referatu uzupełnień KRU Grodno)